# Джума-мечеть (Сальян)
Джума-мечеть в Сальянах (азерб. Salyan Cümə məscidi) — пятничная соборная мечеть, расположенная в городе Сальян, на территории Азербайджана.

## История
Джума мечеть была построена в 1283 году хиджры архитектором арабского происхождения Али Акбар Кербалаи, который строил мечети также в Индии и Ардебиле. На левой стороне от главной входной двери имеется китабе, прикрепленная к стене, на которой написано: «1865. Мечеть была построена мастером Али Акбар Кербалаи в честь сына Гаджи Мехти — Ага Гусейна».
После установления советской власти в Азербайджане в 1920 году началась борьба большевиков с религией. Как и многие другие религиозные учреждения Джума-мечеть перестала функционировать. Под предлогом строительства дороги часть мечети была разрушена и функционирование мечети было приостановлено.
С 1969 года мечеть использовалась в качестве амбара, затем в качестве художественной галереи.
Начиная с 1992 года, мечеть вновь используется по своему прямому назначению.
В 2001 году согласно решению №132 Кабинета Министров Азербайджанской Республики Джума-мечеть была включена в Список недвижимых памятников истории и культуры местного значения и охраняется государством как исторический памятник местного значения.
В 2003 году в результате того, что река Кура вышла из своих берегов, под воздействием грунтовых вод мечеть пришла в аварийное состояние. По этому поводу на протяжении 8 лет мечеть была закрыта. В феврале 2010 года со стороны Министерства культуры были начаты ремонтно-восстановительные работы в мечети. По окончании реставрационных работ состоялось открытие исторической мечети, на которой присутствовал президент Азербайджанской Республики.

## Архитектурные особенности
Общая площадь двора мечети составляет 21х20 метров, а площадь самой мечети 21х12 метров. Первоначально мечеть состояла из 21 купола. Во время Советской власти 6 из 21 купола мечети были разрушены. До наших дней сохранились 18 куполов. Купола мечети базируются на 12-ти каменных опорах-столбах. Во время реставрации мечети также был восстановлен 8-метровый минарет. Внутренние стены мечети сделаны из красного кирпича.
Помимо китабе над входом, внутри мечети имеется также китабе над михрабом. В мечети находится пятиступенчатый деревянный минбар.